# Кубок СССР по хоккею с шайбой 1979
Девятнадцатый розыгрыш Кубка СССР по хоккею с шайбой прошёл в сокращённом составе. Для перехода между лигами класса «А» чемпионата были организованы переходные турниры, проводимые в одно время с играми на Кубок, в связи с чем 2 команды высшей и 6 команд первой лиги не смогли в нём сыграть. Также не были допущены к соревнованиям 2 худшие команды первой лиги, уже потерявшие право участия в ней.

Остальные команды (за исключением ЦСКА и московского «Динамо», чьи игроки составляли основу сборной, готовившейся к домашнему чемпионату мира), разбитые на 4 группы (в каждой по 2 команды от высшей и первой лиги), провели однокруговые турниры, победители которых сыграли за право участия в полуфиналах, состоявшихся после окончания чемпионата мира.

## Список участников
| Команды класса «А» (Высшая лига) | Команды класса «А» (Первая лига) |
| --- | --- |
| - «Динамо» Москва - «Динамо» Рига - «Крылья Советов» Москва - СК им. Салавата Юлаева Уфа - «Сокол» Киев - «Спартак» Москва - «Торпедо» Горький - «Трактор» Челябинск - «Химик» Воскресенск - ЦСКА | - «Бинокор» Ташкент - «Дизелист» Пенза - «Динамо» Минск - «Ижсталь» Ижевск - «Локомотив» Москва - «Молот» Пермь - «Шинник» Омск - СК им. Урицкого Казань |

## Предварительный этап
Матчи прошли с 9 по 13 апреля.

### Группа 1 (Воскресенск)
| М | Команда             | 1   | 2    | 3    | 4   | И | В | Н | П | Ш     | О |
| - | ------------------- | --- | ---- | ---- | --- | - | - | - | - | ----- | - |
| 1 | «Спартак» Москва    | -   | 5:2  | 2:2  | 6:5 | 3 | 2 | 1 | 0 | 13-9  | 5 |
| 2 | «Химик» Воскресенск | 2:5 | -    | 12:2 | 8:3 | 3 | 2 | 0 | 1 | 22-10 | 4 |
| 3 | «Локомотив» Москва  | 2:2 | 2:12 | -    | 2:0 | 3 | 1 | 1 | 1 | 6-14  | 3 |
| 4 | «Шинник» Омск       | 5:6 | 3:8  | 0:2  | -   | 3 | 0 | 0 | 3 | 8-16  | 0 |

### Группа 2 (Киев)
| М | Команда             | 1    | 2   | 3   | 4    | И | В | Н | П | Ш     | О |
| - | ------------------- | ---- | --- | --- | ---- | - | - | - | - | ----- | - |
| 1 | «Сокол» Киев        | -    | 4:2 | 8:0 | 16:5 | 3 | 3 | 0 | 0 | 28-7  | 6 |
| 2 | «Трактор» Челябинск | 2:4  | -   | 5:3 | 7:4  | 3 | 2 | 0 | 1 | 14-11 | 4 |
| 3 | «Динамо» Минск      | 0:8  | 3:5 | -   | 6:4  | 3 | 1 | 0 | 2 | 9-17  | 2 |
| 4 | «Ижсталь» Ижевск    | 5:16 | 4:7 | 4:6 | -    | 3 | 0 | 0 | 3 | 13-29 | 0 |

### Группа 3 (Северодонецк)
| М | Команда                    | 1    | 2    | 3   | 4    | И | В | Н | П | Ш     | О |
| - | -------------------------- | ---- | ---- | --- | ---- | - | - | - | - | ----- | - |
| 1 | СК им. Салавата Юлаева Уфа | -    | 4:4  | 8:2 | 10:2 | 3 | 2 | 1 | 0 | 22-8  | 5 |
| 2 | «Крылья Советов» Москва    | 4:4  | -    | 6:4 | 14:3 | 3 | 2 | 1 | 0 | 24-11 | 5 |
| 3 | «Бинокор» Ташкент          | 2:8  | 4:6  | -   | 6:3  | 3 | 1 | 0 | 2 | 12-17 | 2 |
| 4 | «Молот» Пермь              | 2:10 | 3:14 | 3:6 | -    | 3 | 0 | 0 | 3 | 8-30  | 0 |

### Группа 4 (Рига)
| М | Команда                | 1    | 2    | 3    | 4   | И | В | Н | П | Ш     | О |
| - | ---------------------- | ---- | ---- | ---- | --- | - | - | - | - | ----- | - |
| 1 | «Динамо» Рига          | -    | 14:4 | 11:5 | 7:5 | 3 | 3 | 0 | 0 | 33-14 | 6 |
| 2 | СК им. Урицкого Казань | 4:15 | -    | 3:2  | 3:3 | 3 | 1 | 1 | 1 | 10-20 | 3 |
| 3 | «Торпедо» Горький      | 5:11 | 2:3  | -    | 9:0 | 3 | 1 | 0 | 2 | 16-14 | 2 |
| 4 | «Дизелист» Пенза       | 5:7  | 3:3  | 0:9  | -   | 3 | 0 | 1 | 2 | 8-19  | 1 |

## 1/4 финала
| 02.05.1979 | «Динамо» Рига | «Спартак» Москва           | 6:3 |
| 02.05.1979 | «Сокол» Киев  | СК им. Салавата Юлаева Уфа | 2:0 |

## 1/2 финала
| 05.05.1979 | «Динамо» Москва | «Динамо» Рига | 4:3 |
| 05.05.1979 | ЦСКА            | «Сокол» Киев  | 5:1 |

## Финал
| 08.05.1979 | ЦСКА | 4:2 (2:0, 2:1, 0:1) | «Динамо» Москва | ДС ЦСКА, Москва Зрителей: 3000 |

| Отчёт | Отчёт | Отчёт                                                                                 | Отчёт | Отчёт |  |
| --- | --- | ------------------------------------------------------------------------------------- | --- | --- |  |
| | |                                                                                       | | |  |
| | Владислав Третьяк | Вратари                                                                               | Сергей Бабарико | Судья: А.Захаров (Москва) Линейные судьи: А.Баринов (Москва) С.Самойлов (Москва) |  |
| | Голы: |                                                                                       | | Судья: А.Захаров (Москва) Линейные судьи: А.Баринов (Москва) С.Самойлов (Москва) |  |
| Х.Балдерис (В.Фетисов, В.Жлуктов) 1:35 В.Фетисов (С.Макаров) 4:25 В.Жлуктов (Х.Балдерис) 27:32 А.Волченков (С.Макаров) 36:13 | 1:0 2:0 2:1 3:1 4:1 4:2 | 20:20 В.Девятов (В.Первухин, А.Голиков) 45:12 А.Голиков (В.Голиков, В.Девятов) (бол.) | | Судья: А.Захаров (Москва) Линейные судьи: А.Баринов (Москва) С.Самойлов (Москва) |  |
| | |                                                                                       | | Судья: А.Захаров (Москва) Линейные судьи: А.Баринов (Москва) С.Самойлов (Москва) |  |
| | |                                                                                       | | Судья: А.Захаров (Москва) Линейные судьи: А.Баринов (Москва) С.Самойлов (Москва) |  |
| | |                                                                                       | | Судья: А.Захаров (Москва) Линейные судьи: А.Баринов (Москва) С.Самойлов (Москва) |  |
| 10 мин | Штраф | 8 мин                                                                                 | | Судья: А.Захаров (Москва) Линейные судьи: А.Баринов (Москва) С.Самойлов (Москва) |  |
| 4 (0) | Большинство | 6 (1)                                                                                 | | |  |
| | |                                                                                       | | |  |
| | |                                                                                       | | |  |
| | Виктор Тихонов | Тренер                                                                                | Владимир Юрзинов | |  |
| А.Касатонов - В.Лутченко, С.Бабинов (2) - В.Фетисов, А.Волченков - С.Гимаев; С.Макаров - В.Петров (2) - В.Харламов, Х.Балдерис - В.Жлуктов - С.Капустин, В.Крутов - А.Лобанов - А.Волчков (2), В.Попов - В.Анисин (2) - Т.Ламбин (2) | А.Касатонов - В.Лутченко, С.Бабинов (2) - В.Фетисов, А.Волченков - С.Гимаев; С.Макаров - В.Петров (2) - В.Харламов, Х.Балдерис - В.Жлуктов - С.Капустин, В.Крутов - А.Лобанов - А.Волчков (2), В.Попов - В.Анисин (2) - Т.Ламбин (2) | Состав                                                                                | 3.Билялетдинов (2) - В.Первухин, В.Васильев (2) - А.Филиппов, В.Паюсов (2) - В.Орлов; В.Девятов - В.Голиков - А.Голиков, А.Фроликов - М.Шостак (2) - С.Тукмачёв, В.Шкурдюк - Н.Варянов - В.Семёнов, А.Тишков - В.Шашов - П.Езовских | 3.Билялетдинов (2) - В.Первухин, В.Васильев (2) - А.Филиппов, В.Паюсов (2) - В.Орлов; В.Девятов - В.Голиков - А.Голиков, А.Фроликов - М.Шостак (2) - С.Тукмачёв, В.Шкурдюк - Н.Варянов - В.Семёнов, А.Тишков - В.Шашов - П.Езовских |  |